# وكالة سما الإخبارية
وكالة سما الإخبارية هي وكالة أنباء فلسطينية مستقلة. تتنوع الخدمات المقدمة ما بين توفير خدمات أخبارية صحفية أو إنتاجية أو فنية. لتلبي الوكالة حاجة كافة المؤسسات الاعلامية بكافة اشكالها واختلاف توجهاتها.